# 녹색 코끼리
《녹색 코끼리》(러시아어: Зелёный слоник, 영어: The Green Elephant)는 스베틀라나 바스코바가 감독한 1999년 러시아 아트하우스 호러영화이다. 러시아 군대의 감옥에서 벌어지는 극도로 폭력적이고 수위가 높은 장면들 때문에 개봉 당시 러시아에서는 제한적인 상영만이 가능했으며 결국 상영 및 배급이 러시아 내에서 전면 금지되었다. 바스코바 감독은 인터뷰에서 이 영화가 체첸 전쟁에 대한 항의를 담고 있다고 언급했다.